# Sophoreae
Sophoreae je  tribus mahunarki iz potporodice Faboideae.

## Rodovi
Pripada mu 12 rodova:
1. Bolusanthus Harms (1 sp.)
2. Platycelyphium Harms (1 sp.)
3. Dicraeopetalum Harms (3 spp.)
4. Maackia Rupr. & Maxim. (9 spp.)
5. Baptisia Vent. (15 spp.)
6. Thermopsis R. Br. (27 spp.)
7. Piptanthus Sweet (2 spp.)
8. Anagyris L. (2 spp.)
9. Ammopiptanthus S. H. Cheng (2 spp.)
10. Sophora L. (68 spp.)
11. Ammodendron Fisch. ex DC. (4 spp.)
12. Salweenia Baker fil. (2 spp.)